# Dicționarul limbii spaniole

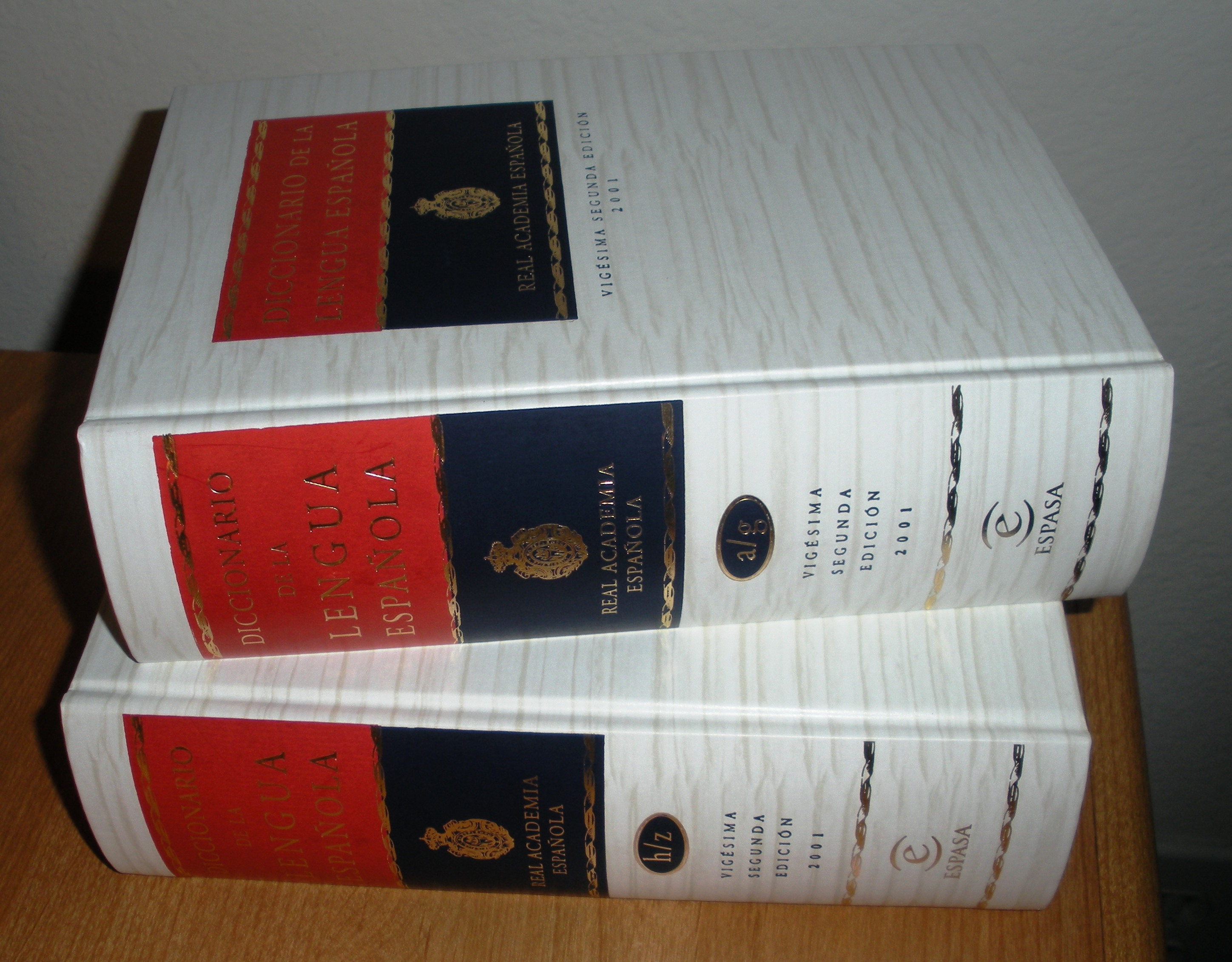
Ediția a douăzeci și a doua a Dicționarului limbii spaniole

Dicționarul limbii spaniole este un dicționar de limbă spaniolă editat și elaborat de Academia Regală Spaniolă. Academia însăși îl mai numește și Dicționar uzual. Până la ediția a 22-a, RAE l-a abreviat ca DRAE (Dicționarul Academiei Regale Spaniole), dar de la ediția a 23-a a folosit acronimul DLE (Dicționarul limbii spaniole),     deoarece la pregătirea acesteia participă acum toate academiile Asociației Academiilor Limbii Spaniole. Este considerat dicționarul normativ al limbii spaniole.  În 2020, ediția sa online a primit un miliard de consultări.
Prima ediție a acestui dicționar datează din 1780, iar cea mai recentă ediție a sa este a 23-a, din 2014. A 23-a ediție a fost lansată pe 16 octombrie 2014, ca o perlă adăugată sărbătoririi celui de-al III-lea Centenar al Academiei.  Are 2.376 de pagini și a fost publicat într-un singur volum (18 × 26 centimetri), legat în carton, cu carcasă. A fost publicată și o versiune în două volume, destinată Americii, și una specială pentru colecționari. Numărul de articole a crescut la 93 111, față de 84 431 câte erau incluse în ediția anterioară.  A fost revizuită în 2017; actualizarea sa, cunoscută sub numele de versiunea electronică 23.2, este din 2018; actualizarea sa, cunoscută sub numele de versiunea electronică 23.3, este din 2019, iar actualizarea sa, cunoscută sub numele de versiunea electronică 23.4, este din 2020.
În ceea ce privește natura sa normativă, academia însăși clarifică faptul că recomandările și raționamentele pe care le face se bazează pe uzul normal al limbajului din ziua de azi și că se caută unitatea între numeroasele țări cu normele lor diferite. Dicționarul include cuvinte care au un uz comun larg răspândit, cel puțin într-o zonă reprezentativă a țărilor în care se vorbește limba spaniolă (sau castiliană), și include, de asemenea, numeroase arhaisme și vocabule aflate acum în stadiul de nefolosire, pentru a înțelege literatura castiliană veche. De la cea de-a 21-a ediție (1992) a crescut numărul de sensuri specifice țărilor vorbitoare de limbă spaniolă, ale căror Academii de Limbă fac parte din Asociația Academiilor de Limbă Spaniolă (ASALE), clarificând domeniul de aplicare în care acestea sunt utilizate.

## Titluri ale acestui dicționar
- Dicționar al limbii castiliane elaborat de Academia Regală Spaniolă, titlu valabil între ediția I (1780) și a IV-a (1803).
- Dicționar al limbii castiliane elaborat de Academia Regală Spaniolă, titlu valabil între ediția a 5-a (1817) și a 14-a (1914).
- Dicționar al limbii spaniole, titlu valabil de la ediția a XV-a (1925) încoace.

## Originile și evoluția dicționarului
Elaborarea unui dicționar spaniol (sau castilian) a fost una dintre primele sarcini încredințate RAE atunci când a fost înființat în 1713, editând într-un prim rând „Dicționarul limbii castiliane", unde se explică adevăratul sens al cuvintelor, natura și calitatea lor, cu sintagmele sau felurile de a vorbi, cu proverbe și/sau cu zicători, și cu alte lucruri convenabile utilizării limbii”, cunoscut sub numele de Dicționarul autorităților (1726-1739) în șase volume in-folio .
În 1770 apare primul volum (literele AB) al unei noi frustrate  ediții actualizate ale Dicționarului, în care figura de asemenea și conceptul "autoritățile". Această ediție a fost abandonată atunci când Academia a decis să publice ceea ce devenit cunoscut drept „Dicționarul uzual”, mai practic și mai economic.
Pornind de la Dicționarul autorităților, se elaborează ca un compendiu într-un singur volum Dicționarul de limbă castiliană elaborat de Academia Regală Spaniolă, redus la un volum pentru ușurarea folosirii sale, cunoscut sub numele de „Dicționar uzual”, a cărui primă ediție datează din 1780. Motivele expuse în prologul pentru publicarea acestui dicționar au fost necesitatea ca publicul să aibă acces la un dicționar în perioada dintre prima ediție a Dicționarului autorităților și întârziata apariție a celei de-a doua -frustrate- ediții, ediție corectată și mărită de aceasta, oferind această alternativă de utilizare mai ușoară și de costuri mai mici. Au fost publicate douăzeci și trei de ediții ale acestei versiuni reduse a dicționarului.
Prima ediție a dicționarului într-un singur volum, nu mai face trimiteri la conceptul "autorități" (cum s-a făcut din 1780). A avut versiuni noi în 1783, 1791, 1803 și 1815. De la această a cincea ediție, s-a numit simplu Dicționar al limbii castiliane, cu ediții în secolul XIX la 1822, 1832, 1837, 1843, 1852, 1869, 1884 și 1899, cu care a ajuns la ediția a XIII-a.
Secolul XX a început cu ediția din 1914. În cea de-a cincisprezecea publicare, în 1925, a fost înlocuită formula  "limba castiliană"  pentru a deveni Dicționarul limbii spaniole . Alte ediții ale acelui secol al XX-lea au fost cele din 1936 -1939, 1947, 1956, 1970 și 1984, care a fost ediția a douăzecea. Ediția douăzeci și unu, din 1992, este publicată  în două volume, cu o coperta rustică, în „format de buzunar”, la care s-a adăugat și versiunea sa pe CD-ROM, apărută în 1995. În 2001 au început versiunile DLE ale secolului al XXI-lea, care oferă o versiune ce poate fi consultată online. De la prima sa versiune într-un singur volum până la cea actuală, repertoriul lexical și-a dublat practic numărul.
Prima ediție, din 1780, a Dicționarului uzual oferea etimologiile cuvintelor, dar această informație a fost decăzută în ediția apărută trei ani mai târziu. Etimologiile au fost reîncorporate în ediția din 1970.

### Ediții (anul și numărul ediției)

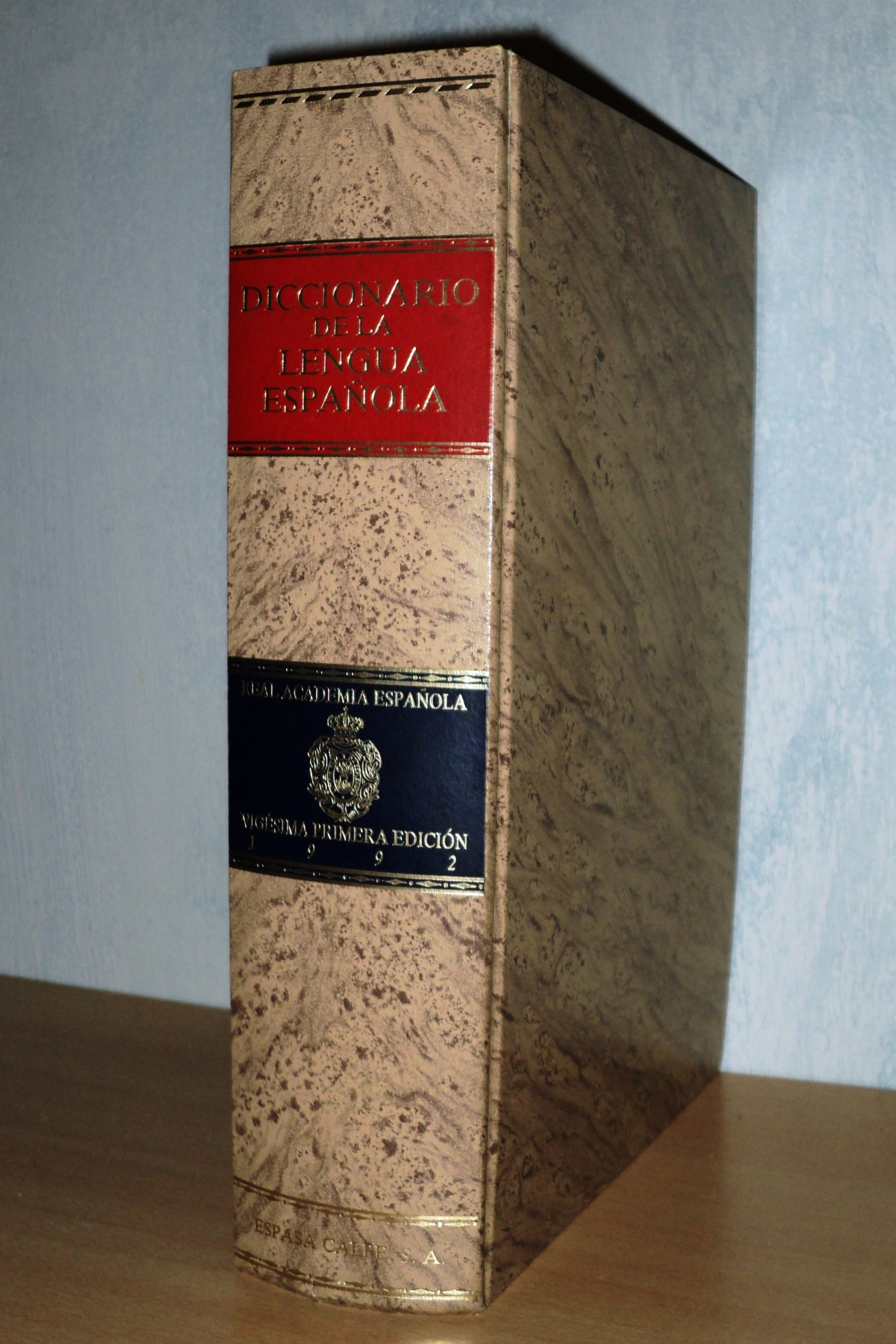
Un exemplar al ediției douăzeci și unu a Dicționarului limbii spaniole (1992). Această ediție a comemorat cel de-al cincilea centenar de la sosirea conchistadorilor în America, precum și cel de-al cincilea centenar al Gramaticii lui Antonio de Nebrija (1492-1992).

- 1780 (1.ª)
- 1783 (2.ª)
- 1791 (3.ª)
- 1803 (4.ª)
- 1817 (5.ª), consultabilă online )
- 1822 (6.ª), consultabilă online )
- 1832 (7.ª), consultabilă online )
- 1837 (8.ª)
- 1843 (9.ª)
- 1852 (10.ª)
- 1869 (11.ª)
- 1884 (12.ª), consultabilă online )
- 1899 (13.ª), consultabilă online )
- 1914 (14.ª), consultabilă online )
- 1925 (15.ª)
- 1936/1939 (16.ª)
- 1947 (17.ª)
- 1956 (18.ª)
- 1970 (19.ª), ultimul care a conservat includeri de proverbe la fiecare articol.
- 1984 (20.ª)
- 1992 (21.ª)
- 2001 (22.ª), consultabilă online )
- 2014 (23.ª), consultabilă online )
- 2020 (versiunea electronică 23.4, consultabilă online)

Toate edițiile, de la 1780 până la 1992, pot fi consultate online în Noul tezaur lexicografic al limbii spaniole.

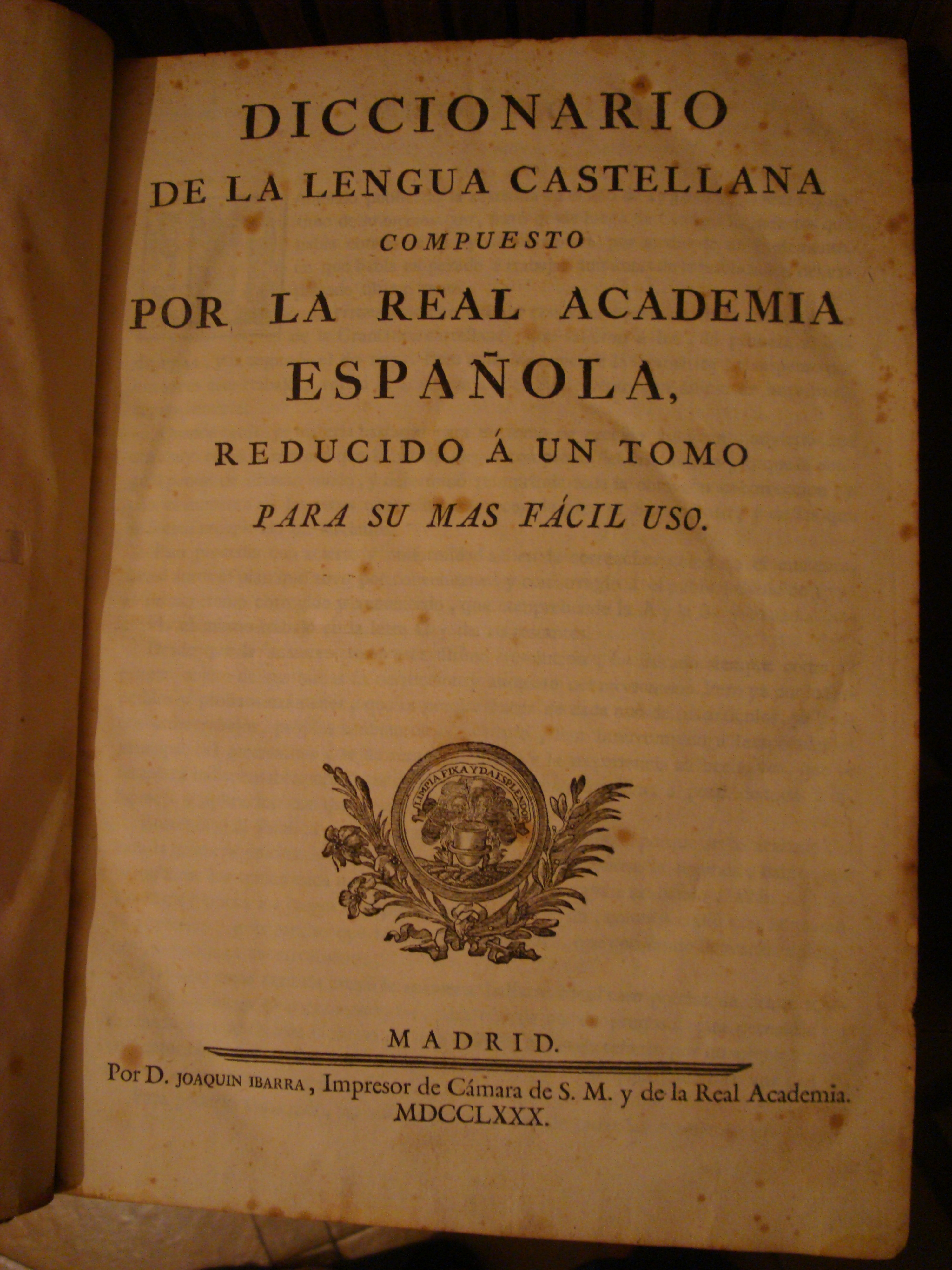
Dicționar al limbii castiliane elaborat de Academia Regală Spaniolă, redus la un volum pentru o mai ușoară utilizare, 1780. Coperta interioară.
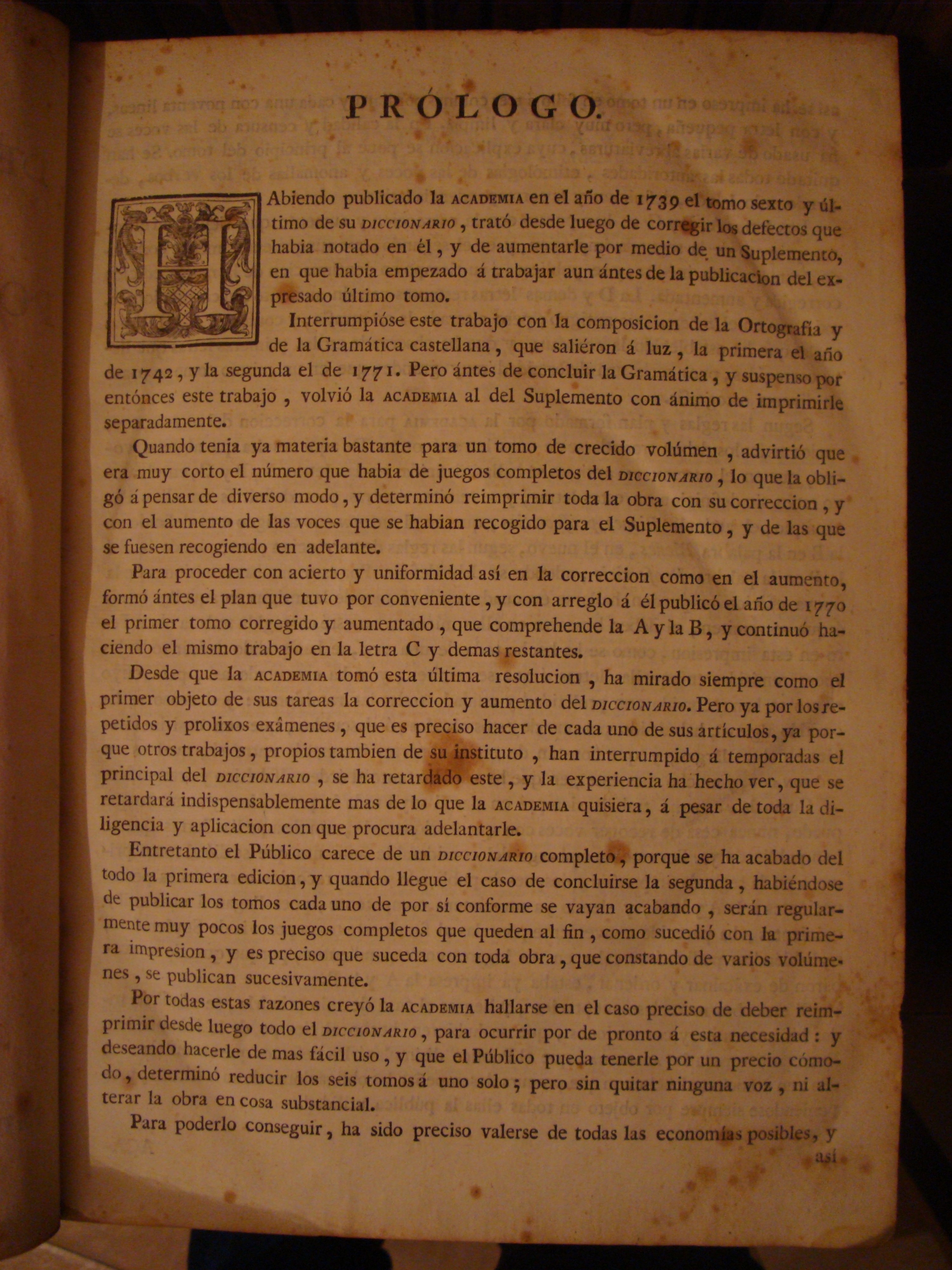
Dicționar al limbii castiliane elaborat de Academia Regală Spaniolă [...] . Cuvânt înainte, pagina 1.
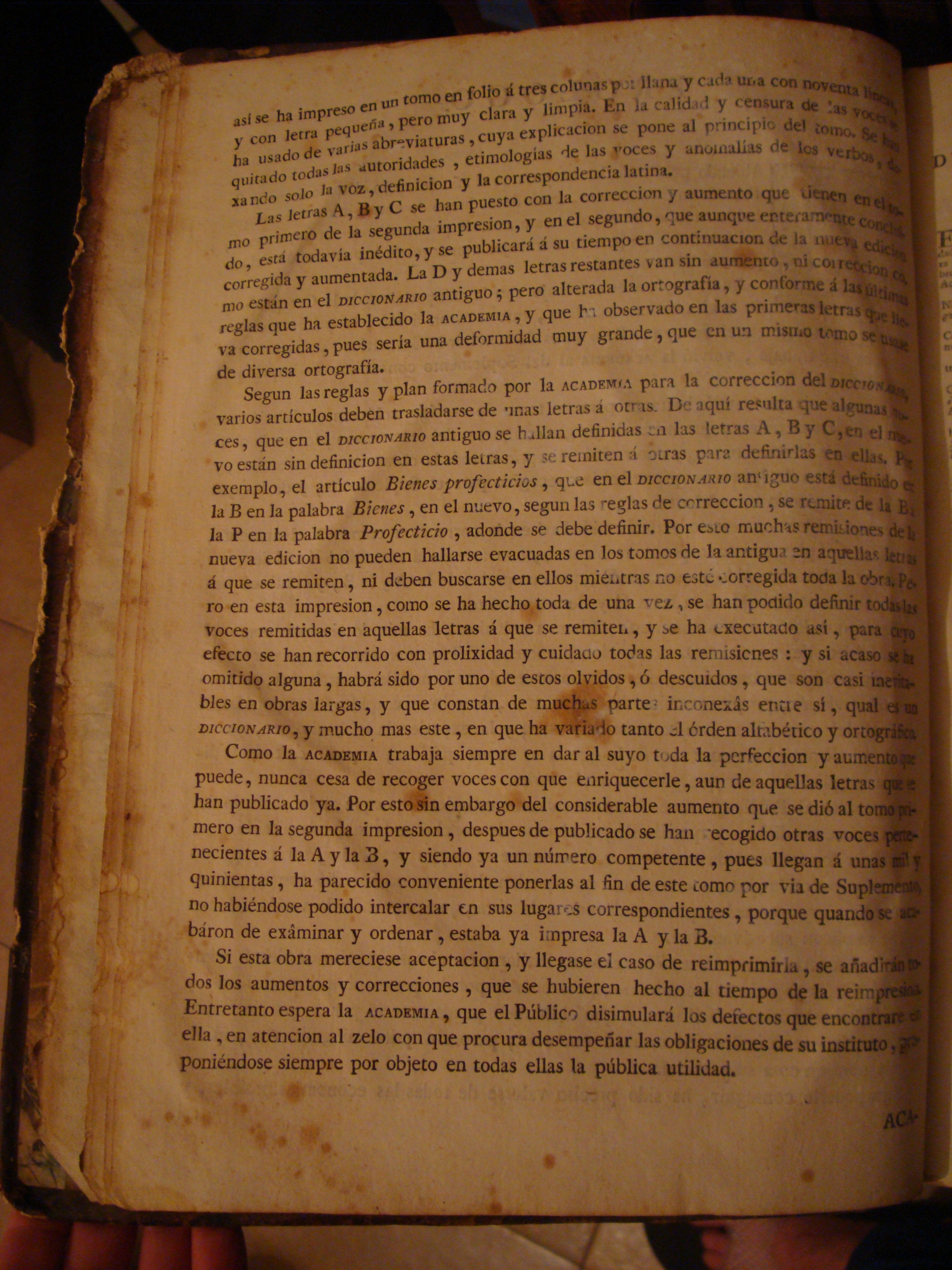
Dicționar al limbii castiliane elaborat de Academia Regală Spaniolă […] Prolog, pagina a 2-a.
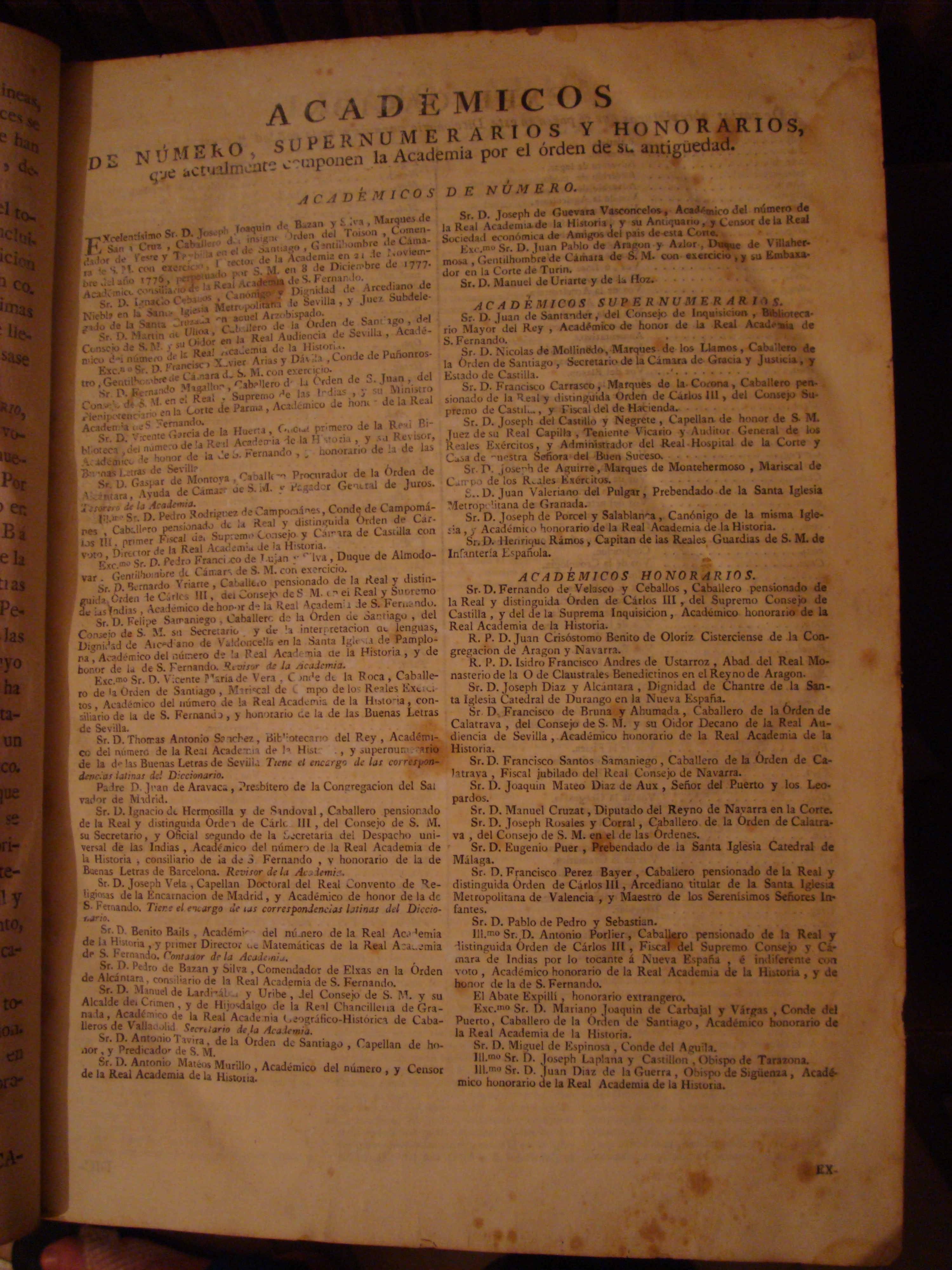
Dicționar al limbii castiliane elaborat de Academia Regală Spaniolă [...] . Academicieni.

## Suporturile folosite
Până la ediția a douăzeci și unu (1992)  suportul folosit a fost hârtia. În acel an, pe lângă formatul său tradițional de  carte, dicționarul a fost lansat pe CD-ROM și, de asemenea, în două broșuri. La 25 octombrie 1994, a fost înregistrat domeniul web „rae.es”  cu data de expirare 2025. Odată cu ediția a douăzeci și a doua (2001) a fost adăugată o nouă contribuție prin introducerea dicționarului pe Internet și a liberului acces al tuturor utilizatorilor. Această versiune digitală se afla pe drum între ediția douăzeci și unu tipărită în 1992 și cea de-a douăzeci și treia ediție tipărită în 2014 și anticipa deja redefiniri ale unor cuvinte ce au fost modificate ulterior în ediția din 2014. Cea de-a douăzeci și treia ediție a Dicționarului limbii spaniole a fost pusă la dispoziția publicului pentru consultare gratuită pe 21 octombrie 2015. Pe 2 noiembrie 2015, prin contul său oficial  de pe Twitter @RAEinforma  se face invitația consultării online a celei mai recente ediții a dicționarului academic în noul său subdomeniu web. De asemenea, în contul menționat, se informează asupra faptelor sau evenimentelor legate de pagina sa web principală și se invită cordial să se „țină cont pentru viitoare accesări și pentru a se actualiza hiperlinkurile publicate pe pagini externe”. 

## Ediții
În cea de-a patra ediție a dicționarului (1803) au fost fixate și încorporate în alfabetul spaniol digramele ch și ll ca litere separate și parte a aranjamentului alfabetic. Decizia menționată a fost schimbată în 1994 (la al X-lea Congres al Asociației Academiilor Limbii Spaniole), unde cele două digrame au fost ordonate în locul lor corespondent în alfabetul latin. În 1803, x a fost înlocuit cu j atunci când grafia reprezenta fonemul velar /x/ (cu excepția unor  cuvinte precum Caxamarca, México, Texas, etc., care îl păstrează, deși corespund cu /x/ în spaniolă) și a fost eliminat accentul circumflex (^).

Primele ediții sunt mult mai extinse, includ traducerea în latină a cuvintelor și, în unele cazuri, dau exemple de utilizare a acestora, mai ales sub formă de zicale populare, și trec în revistă o parte a evoluției lor. Un fapt curios este că apare muger ("mujer" = „femeie”) urmând uzanța vremii. Introducerea literei x este interesantă și arată bogăția primelor ediții. Iată un fragment din ceea ce arată ediția a 3-a din 1791:
„"X". A douăzeci și treia literă în ordinea alfabetului nostru și a optsprezecea dintre consoane. Este semivocală, și e luată de la latini, unde avea valoarea a două consoane; iar uneori puterea lui "c" și "s", iar uneori a lui "g" și "s". În spaniolă păstrăm sunetul "c" și "s", ca in cuvintele "exâmen", "exôtico"; dar pe cel al "g"-ului și al "s"-ului il transformam într-un altul mult mai puternic și mai gutural, atât de mult încât nu îl deosebim de "j", sau "g" puternic; ca în cuvintele "xamugas", "ejercito". "X" se folosește prin transmutare în loc de alte litere în cuvinte care provin din alte limbi; precum: "S"-ul se schimbă în "X" la cuvintele latine "vesica", "inserere", pentru că noi revenim la "vexiga", la "inxerir", și la cei doi "ss" ai italienescului "basso", pentru că noi revenim la "baxo".”
El menționează alte transmutări: xaga în chaga și apoi într-o llaga, iar cea a lui xapeo în chapeo. O altă informație pe care o oferă este că x se obține prin unirea a doi v, ceea ce explică valoarea lui zece (cinci plus cinci) în cifrele romane.

## Critici
De-a lungul istoriei sale, dicționarul Academiei Regale a făcut obiectul a numeroase și variate critici. Intre diversele motive pentru o astfel de critici, pot fi citate următoarele:
- Cercetătorul Consiliului Superior pentru Investigații Științifice (CSIC) Javier López Facal, într-un interviu din 2011, l-a considerat un dicționar arhaic în abordarea sa și de calitate inferioară celorlalte.[24]
- Profesorul de ihtiologie Alfonso L. Rojo în studiul său al definițiilor relaționate cu lumea peștilor din dicționarul din 2001 constată „incoerențe, incorectitudini, retrasări și erori”.[25]
- Lexicografa Montserrat Alberte consideră că, în materie de dicționare, „Academia, de-a lungul secolelor, s-a caracterizat mai mult prin ceea ce a anunțat și nu a reușit să facă, decât prin ceea ce efectiv a făcut”.[26]
- Profesorul de limba spaniolă Esther Forgas critică „prejudecățile ideologice prezente în definițiile dicționarului academic”.[27]
- În ciuda ambiției sale pan-hispanice, unii autori îl consideră un dicționar hispano-centric. [28] [29]
- Lexicologul și jurnalistul mexican Raúl Prieto Río de la Loza a criticat acid centralismul și definițiile din dicționarul Academiei Regale Spaniole. A publicat mai multe cărți despre asta. [30]